# Casino Theatre
Il Casino Theatre era un teatro di Broadway situato al 1404 Broadway e West 39th Street di New York. Costruito nel 1882, è stato uno dei principali locali a offrire musical e operette fino alla sua chiusura nel 1930.

## Storia
Il teatro è stato il primo a New York ad essere illuminato interamente dall'elettricità, ha reso popolare il corpo di ballo e in seguito ha introdotto il pubblico bianco agli spettacoli afroamericani. Originariamente ospitava circa 875 persone, poi il teatro fu ampliato nel 1894 e di nuovo nel 1905, dopo un incendio, quando la sua capacità fu ampliata a 1.300 posti. Ha ospitato numerose opere comiche, operette e commedie musicali di lunga durata, tra cui Erminie, Florodora, The Vagabond King e The Desert Song. Chiuse nel 1930 e fu demolito lo stesso anno.

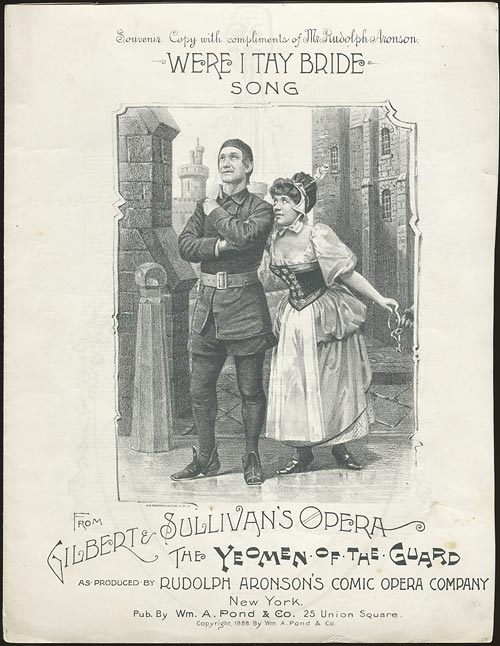
Illustrazione ricordo della produzione teatrale The Yeomen of the Guard, 1888

Il Casino Theatre, progettato in stile revival moresco dagli architetti Francis Hatch Kimball e Thomas Wisedell, è stato il primo teatro di New York ad essere illuminato interamente dall'elettricità. È stato costruito più di 15 isolati a nord di dove si trovava allora il quartiere dei teatri, 23rd Street. Nel 1890 il primo giardino pensile di New York fu aggiunto al teatro. Originariamente ospitava circa 875 persone, tuttavia il teatro fu ampliato nel 1894 e di nuovo quando fu ricostruito nel 1905 a seguito di un incendio nel 1903. Il casinò ridisegnato ospitava 1.300 posti a sedere.
Il teatro si aprì con le produzioni della McCaull Comic Opera Company. Fu gestito dapprima dal produttore e compositore Rudolph Aronson, e successivamente da Canary & Lederer dal 1894 al 1903 e dal 1903 dagli Shubert. Quando il centro del quartiere dei teatri di Broadway si spostò nei quartieri alti, a nord della 42nd Street, il Casino chiuse nel 1930. Fu demolito lo stesso anno, insieme al vicino Knickerbocker Theatre, per far posto al quartiere in espansione del Garment District.
Il Casino ha ospitato una serie di operette di successo e altri pezzi di teatro musicale negli anni 1880 e 1890, tra cui lo straordinario successo Erminie. Nel 1891 presentò in America Cavalleria Rusticana e nel 1894 presentò la prima rivista di Broadway, The Passing Show. Nel 1898 ospitò la prima di Clorindy, o The Origin of the Cake Walk, il primo musical afroamericano presentato davanti a un pubblico bianco.
Il teatro è forse meglio ricordato, tuttavia, come la sede della produzione del 1900 della commedia musicale edoardiana Florodora. In quello spettacolo diventò il primo teatro di New York a presentare un corpo di ballo, il "Florodora Sextet". La formazione originale del sestetto comprendeva un certo numero di donne che in seguito avrebbero raggiunto fama e fortuna. La produzione "ha elevato la ragazza del balletto a ... un'attrazione a sé stante". Evelyn Nesbit era una ragazza del balletto nello spettacolo nel 1901. Nel corso dei decenni, il teatro divenne noto anche per le sue presentazioni natalizie gratuite per i bambini di New York.
Nel decennio successivo il teatro continuò a presentare musical e operette, alcuni dei quali di maggior successo furono A Chinese Honeymoon (1902), The Earl and the Girl (1905) e The Chocolate Soldier (1909). Durante la prima guerra mondiale ospitò i trasferimenti di molti dei musical del Princess Theatre, tra gli altri musical, come The Blue Paradise (1915) e Sometime (1918). Negli anni '20 il teatro era la sede di numerose operette di successo, in particolare The Vagabond King e The Desert Song. Sebbene il Casino avesse guidato il trasferimento nei quartieri alti del quartiere dei teatri di Broadway, nel 1930 la maggior parte dei teatri si era spostata ancora più a nord. L'ultima rappresentazione fu l'opera Faust, nel gennaio 1930 e il teatro fu demolito un mese dopo.

## Produzioni importanti
- 1882: The Queen's Lace Handkerchief
- 1883: The Beggar Student
- 1884: Nell Gwynne
- 1885: Die Fledermaus
- 1886: Erminie
- 1888: The Yeomen of the Guard
- 1890: The Grand Duchess[6][7]
- 1891: Cavalleria Rusticana
- 1894: The Passing Show
- 1895: The Wizard of the Nile
- 1896: The Lady Slavey
- 1896: In Gay New York
- 1897: The Belle of New York

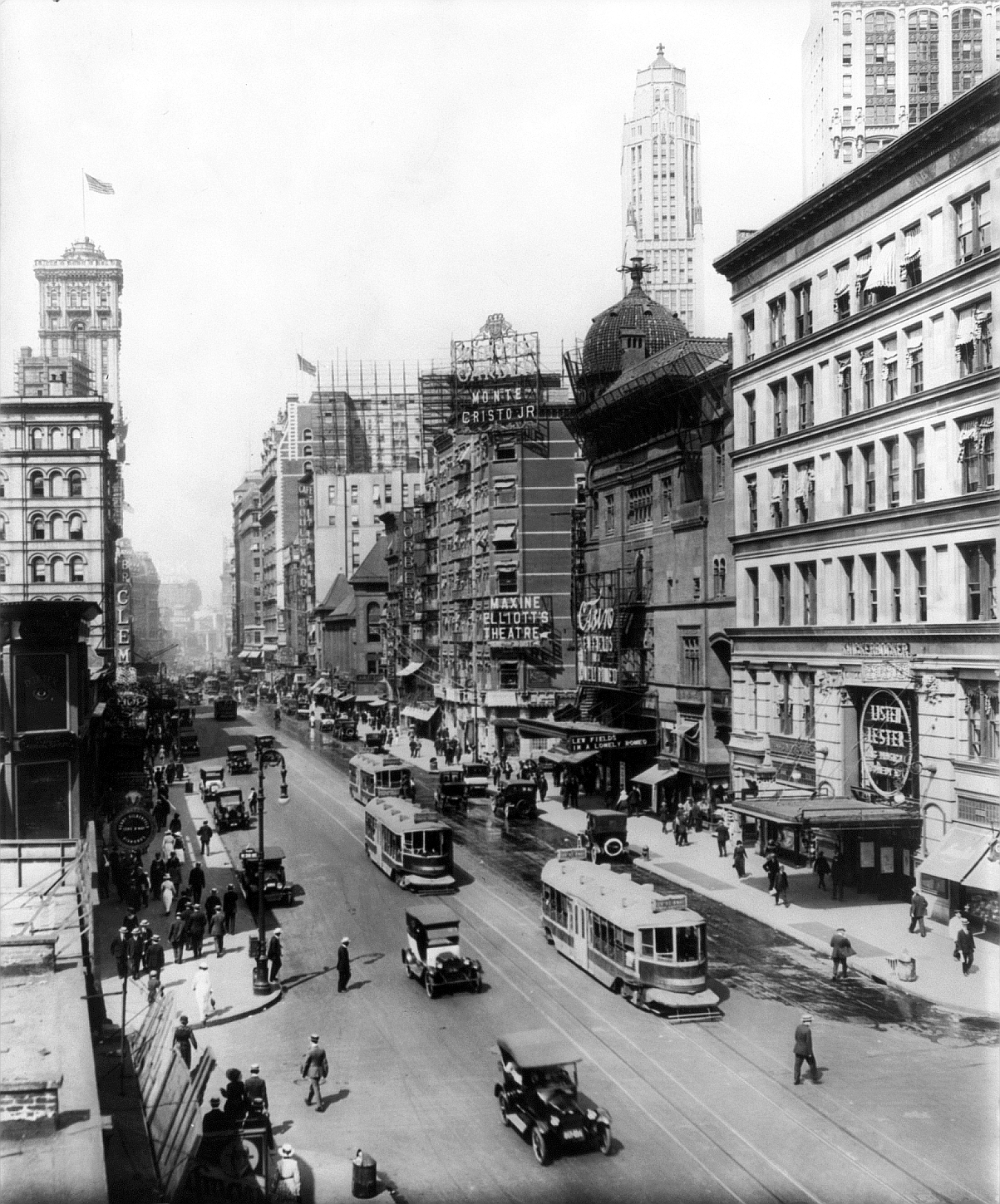
Broadway, 1920, guardando a nord dalla 38ª strada, mostra il Casino e i teatri Knickerbocker, un cartello che indica il Maxine Elliott Theatre, che è fuori dalla vista sulla 39ª strada, e un cartello che pubblicizza il Winter Garden Theatre, che è fuori dalla vista sulla 50ª Strada. Il vecchio Metropolitan Opera House e la vecchia Times Tower sono visibili sulla sinistra.

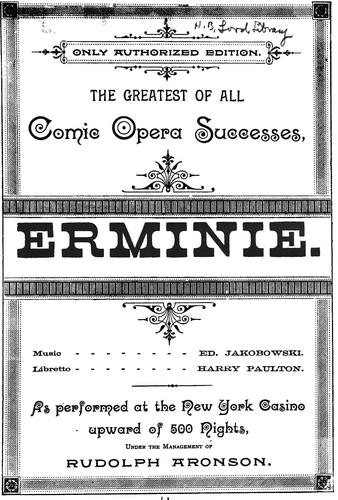
Frontespizio di, che fa notare la sua produzione al teatro

- 1898: Clorindy, or The Origin of the Cake Walk
- 1900: Florodora
- 1900: The Casino Girl
- 1900: The Belle of Bohemia[8]
- 1901: The Little Duchess
- 1902: A Chinese Honeymoon
- 1903: The Runaways
- 1904: Piff! Paff!! Pouf!!!
- 1905: The Earl and the Girl
- 1909: Havana
- 1909: The Chocolate Soldier
- 1912: The Firefly
- 1912–13: Seasons di Gilbert e Sullivan
- 1914: High Jinks (musical)
- 1915: The Blue Paradise
- 1916: Very Good Eddie
- 1917: Oh, Boy!
- 1918: Oh, Lady! Lady!!
- 1918: Sometime
- 1921: Tangerine
- 1922: Sally, Irene and Mary
- 1923: Wildflower
- 1924: I'll Say She Is – Fratelli Marx
- 1925: The Vagabond King
- 1926: The Desert Song
- 1928: My Maryland
- 1929: The New Moon
- 1930: Madama Butterfly e Faust dell'American Opera Company